# Onarga
Onarga és una població dels Estats Units a l'estat d'Illinois. Segons el cens del 2000 tenia 1.438 habitants.

## Demografia
Segons el cens del 2000, Onarga tenia 1.438 habitants, 475 habitatges, i 342 famílies. La densitat de població era de 423,8 habitants/km².
Dels 475 habitatges en un 40,2% hi vivien nens de menys de 18 anys, en un 56,2% hi vivien parelles casades, en un 10,7% dones solteres, i en un 27,8% no eren unitats familiars. En el 24,8% dels habitatges hi vivien persones soles el 15,2% de les quals corresponia a persones de 65 anys o més que vivien soles. El nombre mitjà de persones vivint en cada habitatge era de 2,87 i el nombre mitjà de persones que vivien en cada família era de 3,42.
Per edats la població es repartia de la següent manera: un 33,1% tenia menys de 18 anys, un 10,4% entre 18 i 24, un 25,9% entre 25 i 44, un 18,8% de 45 a 60 i un 11,8% 65 anys o més.
L'edat mediana era de 30 anys. Per cada 100 dones de 18 o més anys hi havia 93,6 homes.
La renda mediana per habitatge era de 35.852 $ i la renda mediana per família de 46.016 $. Els homes tenien una renda mediana de 31.146 $ mentre que les dones 19.732 $. La renda per capita de la població era de 13.623 $. Aproximadament el 8% de les famílies i el 10,9% de la població estaven per davall del llindar de pobresa.

## Poblacions més properes
El següent diagrama mostra les poblacions més properes.